# Mohlabi Tsekoa

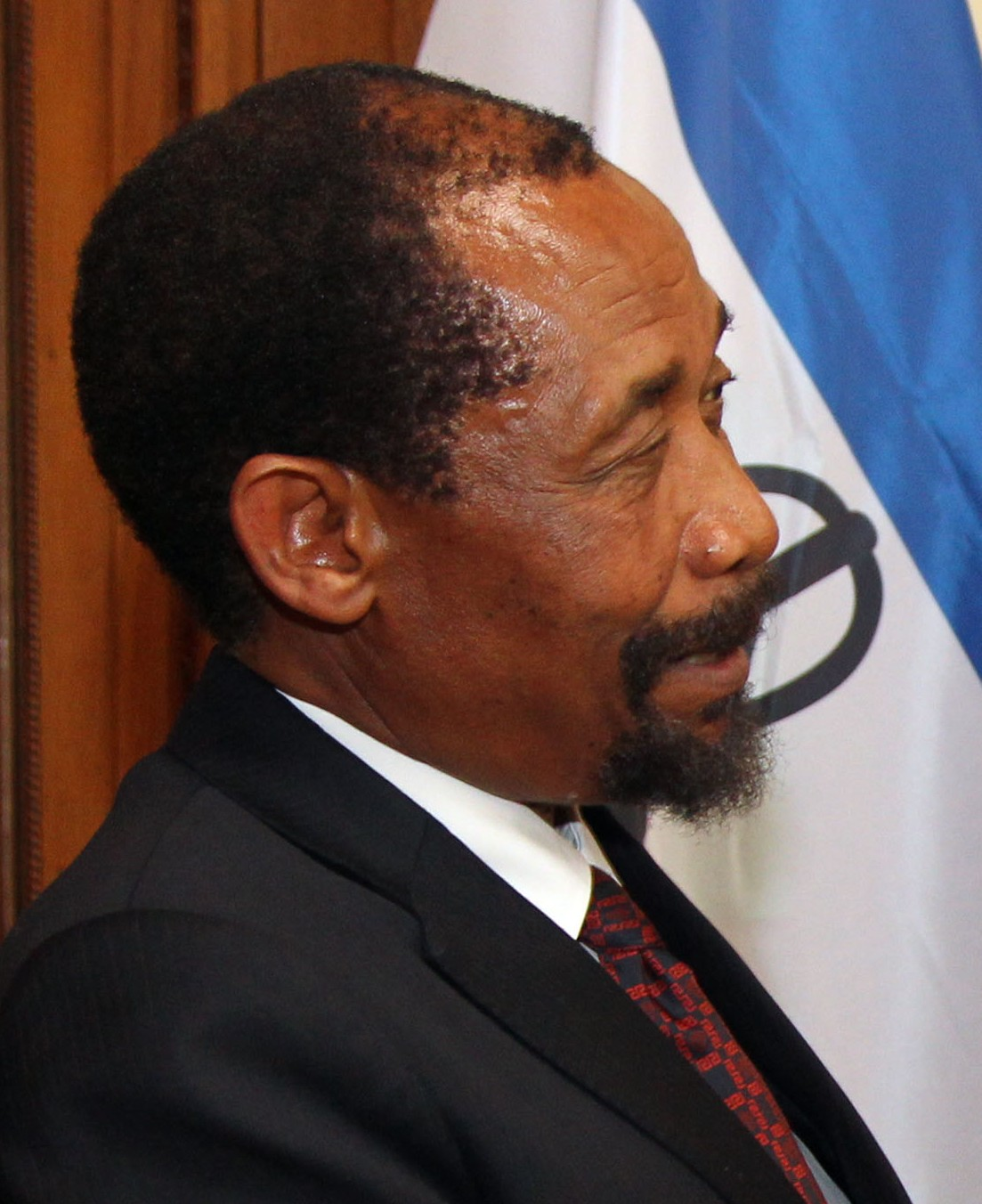
Mohlabi Tsekoa (2013)

Mohlabi Kenneth Tsokoa (* 13. August 1945) ist ein Diplomat und Politiker aus Lesotho. Von 2002 bis 2015 war er mit einer Unterbrechung Außenminister Lesothos.

## Leben
Nach dem Schulbesuch absolvierte Tsekoa ein Lehramtsstudium an der University of Botswana, Lesotho and Swaziland (U.B.L.S.), das er 1970 mit der Zulassung (Certificate) als Lehrer für die Sekundarschule abschloss. Zwischen 1970 und 1974 war er zunächst Lehrer an der Hlotse High School. Nach einem berufsbegleitenden Postgraduiertenstudium an der University of Newcastle upon Tyne erhielt er von dort 1973 ein Diplom in Pädagogik. 1974 erfolgte seine Ernennung zum Stellvertretenden Schulleiter an der St. Agnes High School in Teyateyaneng, an der er bis 1976 auch als Lehrer für Mathematik und Naturwissenschaften tätig war. Zugleich studierte er an der National University of Lesotho, wo er 1976 einen Bachelor of Education (B.Educ.) erwarb.
1976 wechselte er als Leitender Dozent an das Fernschulzentrum von Lesotho, dem Lesotho Distance Teaching Centre (LDTC), dessen Direktor er 1978 wurde. In der Folgezeit absolvierte er ein weiteres Postgraduiertenstudium in Massachusetts, das er 1981 mit einem Master of Arts in Organisationsmanement und Internationaler Erziehung beendete. Zwischen 1984 und 1986 war er Stellvertretender Leitender Sekretär des Erziehungsministeriums, ehe er anschließend bis 1989 dessen Leitender Sekretär war.
Tsekoa wurde 1989 zum Hochkommissar Lesothos in Großbritannien ernannt und war in dieser Funktion zugleich bis 1996 als Botschafter in Irland, Portugal und Spanien akkreditiert. Während dieser Zeit erwarb er 1994 auch noch einen Master of Arts in Diplomatie und Internationalen Beziehungen. Nach seiner Rückkehr nach Lesotho war er von 1996 bis 2001 Sekretär der Regierung sowie zugleich Leiter des Öffentlichen Dienstes.
Am 5. Juli 2001 berief ihn Premierminister Bethuel Pakalitha Mosisili zunächst als Finanzminister in dessen Kabinett. Im Rahmen einer Regierungsumbildung wurde er am 12. Juni 2002 erstmals Außenminister. Dieses Amt bekleidete er bis 2004. 2005 ernannte ihn Premierminister Mosisili bei einer Kabinettsumbildung zum Minister für Unterricht und Ausbildung, bis er schließlich am 2. März 2007 erneut von Mosisili zum Minister für Auswärtige Angelegenheiten und Internationale Beziehungen ernannt wurde.
Tsekoa, der Mitglied des Lesotho Congress for Democracy (LCD) ist, wurde 2006 als Vertreter des Wahlkreises Senqu zum Abgeordneten der Nationalversammlung gewählt. In der Funktion als Außenminister hielt er im September 2008 vor der Generalversammlung der Vereinten Nationen eine Rede, in der er auf die Energiekrise, die Bekämpfung von Hungersnöten sowie internationale Sicherheit einging.
Bei den Wahlen 2012 wurde die Regierung unter Mosisili abgewählt; Tsekoa blieb jedoch Außenminister. 2015 wurde er durch Tlohang Sekhamane abgelöst.